# Leucanella janeira
Leucanella janeira är en fjärilsart som beskrevs av John Obadiah Westwood 1853. Leucanella janeira ingår i släktet Leucanella och familjen påfågelsspinnare. Inga underarter finns listade i Catalogue of Life.